# Рола (Мисури)
Рола (енгл. Rolla) град је у америчкој савезној држави Мисури.

## Демографија
По попису из 2010. године број становника је 19.559, што је 3.192 (19,5%) становника више него 2000. године.
| Група             | 2000.          | 2010.          |
| Белци             | 14.459 (88,3%) | 16.590 (84,8%) |
| Афроамериканци    | 478 (2,9%)     | 803 (4,1%)     |
| Азијати           | 797 (4,9%)     | 1.115 (5,7%)   |
| Хиспаноамериканци | 282 (1,7%)     | 512 (2,6%)     |
| Укупно            | 16.367         | 19.559         |